# Strada statale 457 di Moncalvo
La strada statale 457 di Moncalvo (SS 457), adesso strada provinciale 457 di Moncalvo (SP 457), come previsto dalla legge,  è una strada provinciale italiana.

## Percorso
È un collegamento molto importante tra l'alto Alessandrino e l'Astigiano: ha origine a Casale Monferrato, dalla ex strada statale 31 del Monferrato, ed ha un tracciato agevole e scorrevole per buona parte della sua estensione. Tocca le località di Ozzano Monferrato, dove nel suo territorio comunale è possibile immettersi sulla ex strada statale 590 della Val Cerrina e sulla ex strada statale 455 di Pontestura, Cereseto ed entra nell'Astigiano.
Qui la strada è, nel tracciato, meno scorrevole che nel tratto precedente; entra quindi in Moncalvo, nel territorio comunale di Penango, in Calliano e nel territorio comunale di Castell'Alfero. Dopo pochi chilometri, arriva infine ad Asti, dove si immette sulla ex strada statale 10 Padana Inferiore.
In seguito al decreto legislativo n. 112 del 1998, dal 2001, la gestione è passata dall'ANAS alla Regione Piemonte che ha classificato l'arteria come strada regionale con la denominazione di strada regionale 457 di Moncalvo (SR 457) ed affidata all'ARES (Agenzia Regionale Strade).
A seguito del D.R. 9-5791 del 27 aprile 2007 della Regione Piemonte, dal 1º gennaio 2008 è stata infine riclassificata come provinciale e consegnato alla Provincia di Alessandria e alla Provincia di Asti per le tratte territorialmente competenti.